# Пескара
Песка́ра (итал. Pescara, МФА: [pesˈkaːra]о файле, Пескаре (Pescare) в диалекте Абруццо) — коммуна в Италии с 119 554 жителями, центр одноимённой провинции региона Абруццо. Самый большой город в Абруццо, агломерация Пескары насчитывает около 450 000 жителей, в ней располагаются региональный совет, джунта и региональное министерство. В Пескаре и близлежащем городе Кьети располагается Университет Габриэле д'Аннунцио с четырьмя факультетами. Также в Пескаре располагается важный туристический порт, грузовой порт и международный аэропорт, самый большой и важный аэропорт региона. Порт Пескары имеет 1250 причальных мест и ремонтные мощности и представляет собой важный порт Адриатического моря, обеспечивающий связь Италии с Хорватией.
Пескара является центром проведения известных музыкальных (Пескара Джаз) и кинематографических (Премия Флаяно) фестивалей, которые проводятся с 1970-х годов и представляют собой заметные события культурной жизни Италии в туристический сезон.
До 1927 года нынешняя территория Пескары была разделена между двумя коммунами: Пескарой, к югу от реки Пескары, принадлежавшей провинции Кьети, и Кастелламаре Адриатико, к северу от реки, относившейся к провинции Терамо. В результате соединения этих двух городов благодаря усилиям Габриэле д’Аннунцио и Джакомо Ачербо в 1927 году была образована провинция Пескара.
Покровителем города считается Цетей из Амитерна. Праздник города 10 октября.

## Физическая география
Пескара располагается на берегу Адриатического моря, примерно в 4 метрах над уровнем моря, и простирается вокруг реки Атерно-Пескара.

### Территория
Берег Пескары песчаный, пляжи располагаются с обеих сторон от реки. Город располагается на равнинных территориях в форме буквы Т, которые занимают долину реки и прибрежную зону; на северо-западе и юго-западе город простирается также и на окрестных холмах. На городской территории присутствуют водоносные горизонты с сезонными вариациями уровня воды, достигающими метра весной, когда на горах идёт таяние снегов. Берег, на котором располагается город, ранее практически полностью занимал средиземноморский маквис, где преобладал лес из алеппской сосны. Этот лес был в основном вырублен к концу XIX века н. э., а затем практически окончательно уничтожен в середине XX столетия, когда освобождали место для новых построек. Реликтовые остатки леса разбросаны по территории коммуны: сосновый лес Д'Авалос в районе Нового порта, и вытянутый вдоль моря в южном направлении длинный узкий — порядка двух километров на двести метров — участок леса, заходящий в соседнюю коммуну Монтесильвано (Заповедник сосновой рощи Санта Филомена).
- Сейсмическая классификация: зона 3 (стандартный уровень), согласно Ordinanza PCM n. 3274 del 20/03/2003[12].

### Климат

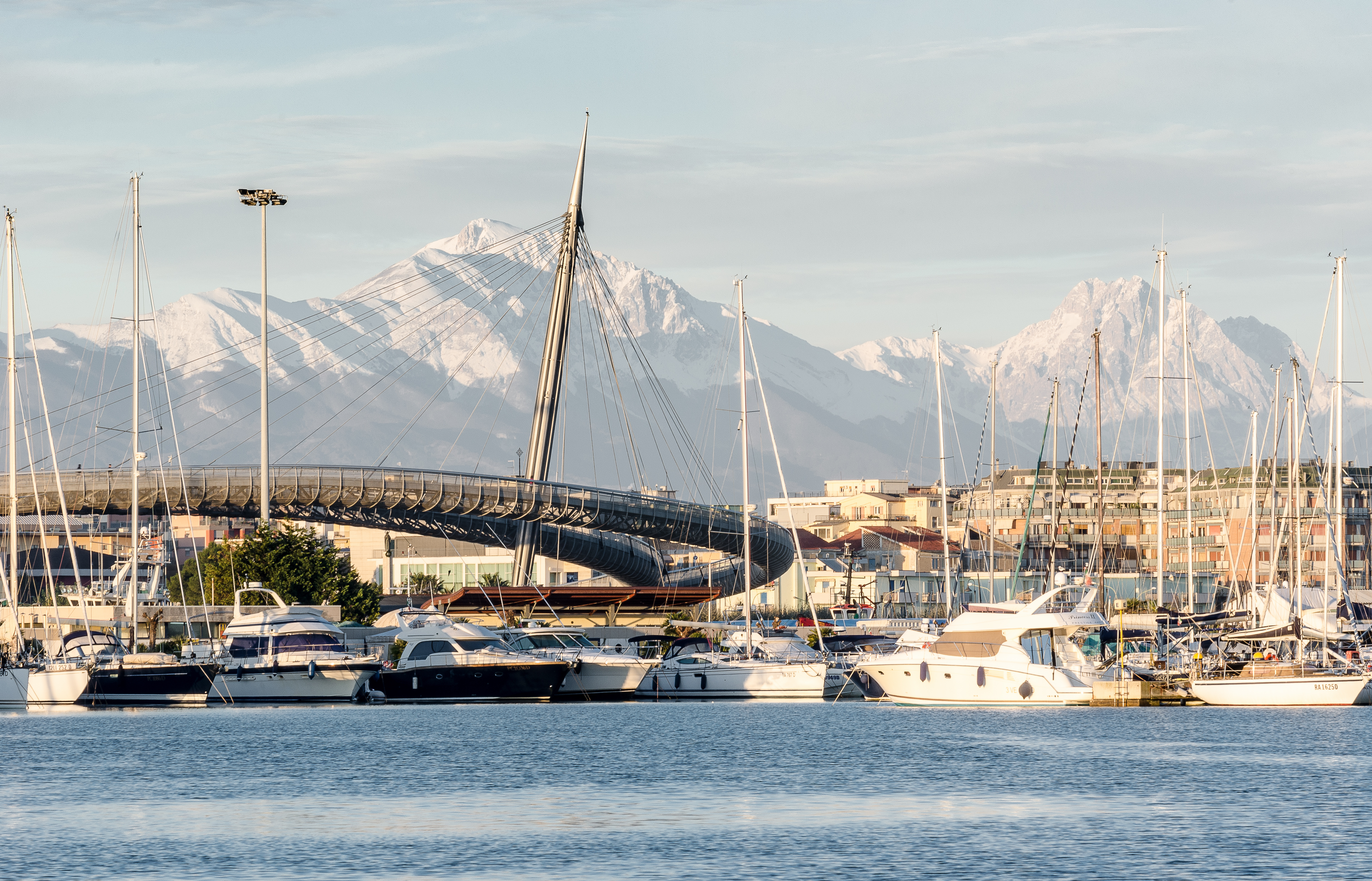
Заснеженные горы на фоне порта

Пескара располагается на 42°27' северной широты и на 14°13' восточной долготы. Климат коммуны — средиземноморский, с жарким летом, но с частой высокой влажностью из-за бризов с северо-востока, иногда интенсивных, которые дуют на сушу с моря из-за стабильной антициклонической структуры Северной Африки, которая закачивает в верхние слои атмосферы горячий воздух, контрастирующий с более холодным «свежим» морским воздухом. Это обстоятельство не даёт температуре в Пескаре подниматься выше 35 °C, но, с другой стороны, усиливает ощущение жары из-за подъёма влажности. Летние бризы чётко следуют вращению ветров. От 21 часа вечера до 9 часов утра с юго-запада дует береговой бриз (с максимальной скоростью в 5—7 узлов), типично намного слабее морского бриза, который начинает внезапно дуть около 9 часов утра, сначала с северо-востока, и поворачивается до востока-юго-востока к моменту его прекращения в 20/21 час вечера. В стабильных атмосферных условиях морской бриз достигает 15 узлов в самое жаркое время суток, охаждая местность с 12 по 15 часов дня. Морской бриз с северо-востока несёт с собой максимально влажный воздух, в то время как бриз с востока-юго-востока намного суше и не сильно изменяет температурную картину. Тем не менее, летние температуры могут превышать 35 °C только при наличии гарбино (итал. garbino) — ветра, идущего из Африки, который, увеличивая свою скорость при спуске с гор Абруццо, сильно разогревается и становится очень сухим. Горы, располагающиеся не так далеко от Пескары, Маелла (Maiella) и хребет Гран Сассо, имеют важное значение для климата Пескары, и в присутствии юго-восточных воздушных потоков открывают возможности для создания гарбино, представляющего собой фён — сильный ветер, который достигает скорости в 100 км/ч и создаёт внезапные повышения температуры с одновременным падением влажности. Из-за этого в Пескаре нередки зимние температуры в 20 °C и более.
Самая высокая температура за всё время наблюдений составила 45 °C и была зарегистрирована 30 августа 2007 года, что было результатом низкого давления в 850 гПа и возникшего поэтому сильного фёна с Апеннин. 24 июля 2007 в похожих погодных условиях было зарегистрирована температура в 44 °C, а ночью в течение нескольких часов температура достигала 37 °C.
Зимы в Пескаре средне-дождливые, но редкая зима обходится без хотя бы однократного снега, который может покрывать землю несколько дней. Такие события связаны с возникновением ионической зоны низкого давления, которая затягивает холодный воздух с Балкан. Фактически из-за северо-восточного ветра Пескара страдает от орографической облачности, которая приводит к осадкам, обычно слабым, но становящимся сильными при пониженном давлении. Приходящие с северо-востока из сибирского региона примерно раз в 3—4 года бураны изредка засыпают город снегом. Тем не менее, влажность воздуха высока и зимой. Самая низкая температура достигла −13 °C и была зарегистрирована 4 января 1979 года (в предыдущий день температура дошла до −12 °C). Средняя температура самого холодного месяца (января) составляет 6,1 °C для аэропорта и 6,5 °C для центра города, а самого жаркого месяца (июля) — 23 °C и 23,5 °C, соответственно (данные относятся к периоду 1961—1990). Осадки не слишком велики (чуть ниже 700 мм в год за тот же период) и выпадают в основном осенью.
- Климатическая классификация: зона D, 1718 GG[17].

| Показатель                           | Янв. | Фев. | Март | Апр. | Май  | Июнь | Июль | Авг. | Сен. | Окт. | Нояб. | Дек. | Год   |
| ------------------------------------ | ---- | ---- | ---- | ---- | ---- | ---- | ---- | ---- | ---- | ---- | ----- | ---- | ----- |
| Средний суточный максимум, °C        | 11,5 | 12,3 | 15,5 | 18,4 | 23,3 | 27,7 | 30,2 | 28,0 | 24,9 | 21,4 | 16,6  | 12,3 | 30,2  |
| Средний суточный минимум, °C         | 2,4  | 2,6  | 5,0  | 7,6  | 12,0 | 15,7 | 17,7 | 17,2 | 13,3 | 11,2 | 7,0   | 3,7  | 2,4   |
| Среднее число солнечных часов в день | 3,1  | 3,9  | 4,9  | 6,4  | 7,8  | 8,7  | 9,8  | 8,9  | 7,3  | 5,5  | 3,7   | 2,9  | 6,1   |
| Средняя облачность, окты             | 5,6  | 5,1  | 4,7  | 4,3  | 3,9  | 3,3  | 2,2  | 2,4  | 3,1  | 4,0  | 4,7   | 5,0  | 4     |
| Среднее число дней с осадками        | 10,4 | 8,2  | 8,0  | 10,3 | 10,0 | 7,1  | 4,3  | 8,0  | 10,8 | 12,3 | 13,8  | 13,7 | 116,9 |
| Норма осадков, мм                    | 71,3 | 36,1 | 31,0 | 54,0 | 33,1 | 44,5 | 22,6 | 55,7 | 71,0 | 87,0 | 60,0  | 90,0 | 656,3 |
| Средняя влажность, %                 | 74   | 73   | 72   | 71   | 72   | 70   | 69   | 71   | 72   | 75   | 76    | 76   | 73    |
| Среднее число дней с заморозками     | 9,2  | 7,9  | 2,8  | 0,5  | 0,0  | 0,0  | 0,0  | 0,0  | 0,0  | 0,0  | 1,3   | 5,2  | 26,9  |
| Атмосферное давление, гПа            | 1016 | 1014 | 1014 | 1012 | 1013 | 1014 | 1014 | 1014 | 1016 | 1017 | 1016  | 1016 | 1015  |

## История

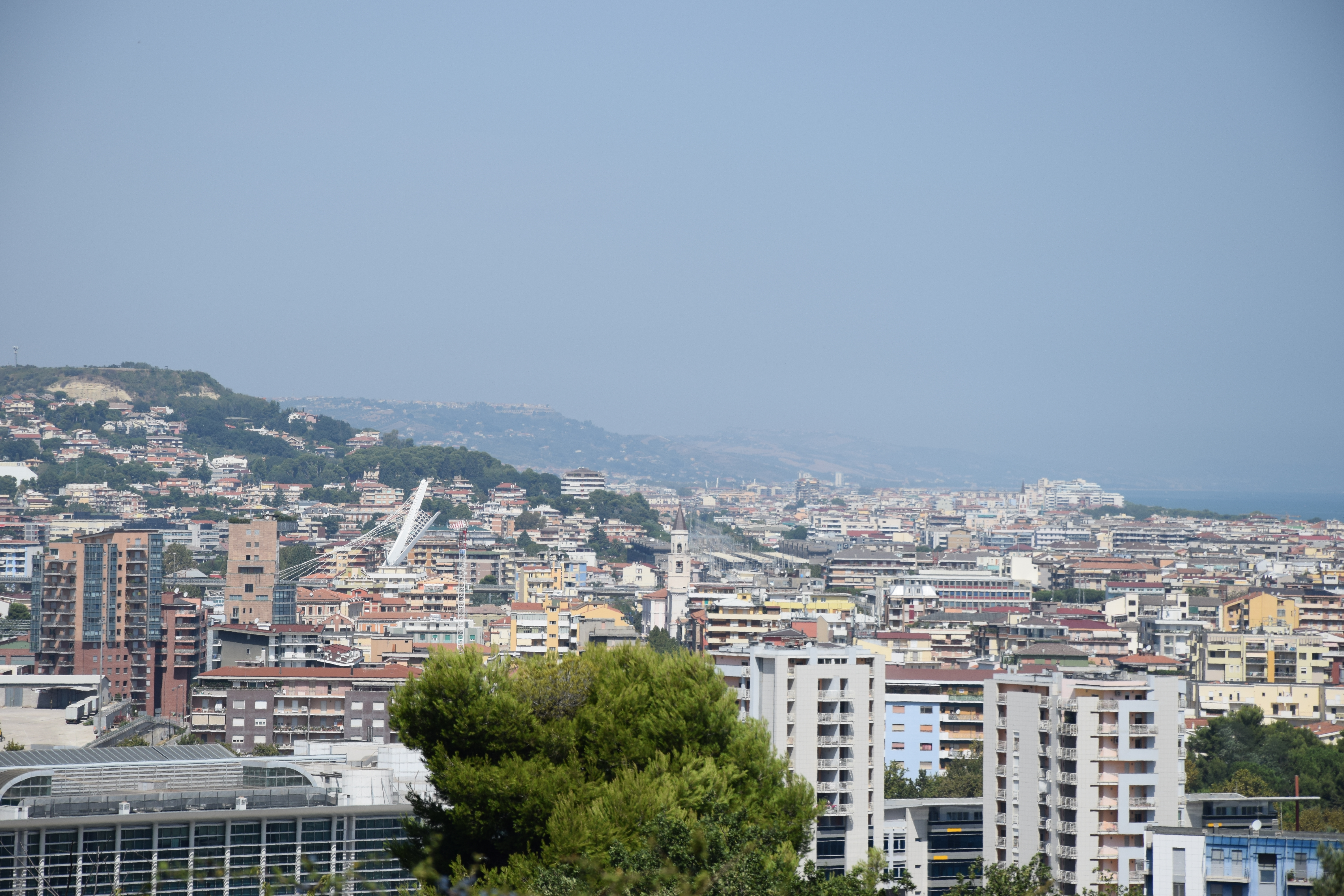
Пескара в 2020 году

Истоки истории города теряются во тьме веков; возможно, первые поселения на территории современной Пескары возникли в районе нынешнего Телеграфного холма (итал. Colle del Telegrafo), где были обнаружены артефакты возрастом более 6000 лет. Первая деревня, однако, была основана на реке в римскую эпоху и носила название Викус Атерни (лат. Vicus Aterni), а затем была известна как Атернум (лат. Aternum), по названию реки. Пескара также была известна как Остия Атерни (лат. Ostia Aterni), то есть устье Атерны, и была торговым портом города Теате, сейчас Кьети. Торговые связи (рыба, продукты сельского хозяйства и ремесла и т. д.) между Атернумом, Теате и Римом были особенно интенсивными и активно развивались с прокладыванием дороги Тиберия, которая соединила (и до сих пор соединяет) эти города, представляя собой жизненно важную транспортную артерию, пересекающую Апеннины.
С падением Римской империи под натиском варваров, Атернум практически исчезает из летописей, но считается, что ввиду удобного положения деревни торговля и транспортировка материалов и людей не останавливались, продолжившись под управлением города Теате. В последние десятилетия V века Пескара перешла под контроль остготов, затем, через пятьдесят лет, была захвачена Византией, а в 570 году — Лангобардией. Почти пять столетий Пескара входила во владения Сполетского герцогства (основанного лангобардами, но ушедшего в орбиту франкского влияния в каролингскую эпоху).

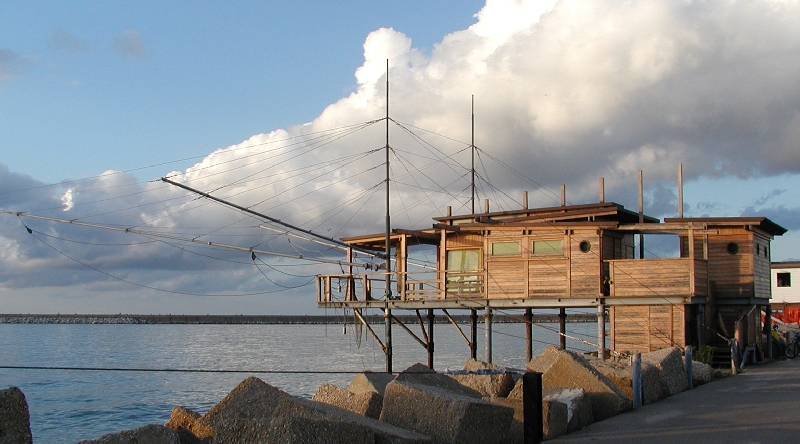
Один из символов города — рыбацкие дома на сваях или трабокки (Trabocchi), Порт Пескары

Около 1000 года Атернум меняет название и становится Пискарией (итал. Piscaria), а протекающая через город река становится Пискариусом (итал. Piscarius), что, вероятно связано с обилием рыбы в зоне Адриатического моря вблизи Пескары. Город Пискария долгое время фигурировал в списках вледений аббатства Монтекассино.
В XII веке Пескара вместе со всеми прилегающими землями была завоёвана норманнами, а в первых десятилетиях XIII века вошла во владения Фридриха II. Затем с XIII века по XIX век эти земли, как и остальная часть региона Абруццо, входили в состав Неаполитанского королевства (которое после объединения с Королевством Сицилия стало называться Королевством Обеих Сицилий). В арагонский период (вторая половина XV века) над городом властвовала семья феодалов испанского происхождения Авалосы, которая после породнения с семьёй Д’Аквино получила титул маркизов Пескары. В царствование Карла V Пескара превратилась в важный форпост Неаполитанского королевства на побережье Адриатики. В 1566 году крепость подверглась нападению и осаде со стороны оттоманского адмирала Пиале-паши, прибывшего с армией на 105 галерах. Крепость не сдалась врагу, в немалой степени благодаря усилиям мужественного командующего Джиована Джироламо II Аквавива Арагонского (итал. Giovan Girolamo II Acquaviva d'Aragona), герцога Атри.
Со стабилизацией политического положения Неаполитанского королевства начинается новый период процветания города, связанный с его удачным стратегическим и военным положением, который продолжался всю эпоху Габсбургов и большую часть царствования династии Бурбонов, закончившись примерно в конце XVIII века. В этом столетии Пескара насчитывала примерно 3000 жителей.
В первые годы XIX века город был оккупирован французами, составляя важный военный пункт королевства Жозефа Бонапарта. В это время поселение Кастелламаре Адриатико, расположенное на северном берегу реки и насчитывавшее около 1500 жителей, отделилось и сформировало отдельную коммуну, собравшую в себя земли вокруг города Читта-Сант’Анджело (1807 год). В 1814 году Пескара была одним из центров восстания карбонариев против маршала Мюрата, короля Неаполя. В последующие годы Пескара стала символом насильственной реставрации Бурбонов, поскольку здесь располагалась одна из самых печально известных тюрем, в которой содержались многие борцы за объединение Италии.
После вхождения в новое Королевство Италия и до конца XIX века Кастелламаре и Пескара переживали период устойчивого развития как в экономическом, так и в демографическом смысле (особенно сильно население росло между 1881 и 1901 годами). В двух городах-спутниках и самой Пескаре начала формироваться сильная индустриальная буржуазия, среди членов которой были семьи Букко, Д’Аннунцио, Фарина, Риччи, Меццопрети, Муции, Де Рисейс, Помилио, Паскале (итал. Bucco, D'Annunzio, Farina, Ricci, Mezzopreti, Muzii, De Riseis, Pomilio, Pascale). Как пишет Рафаэле Колапьетра (итал. Raffaele Colapietra) в своей книге «Pescara 1860—1960», на макаронной фабрике «Puritas di Angelo Delfino» в 1920-e—1930-е годы работало более 300 рабочих. В это время начали появляться идеи объединить эти два города в рамках одной провинции.

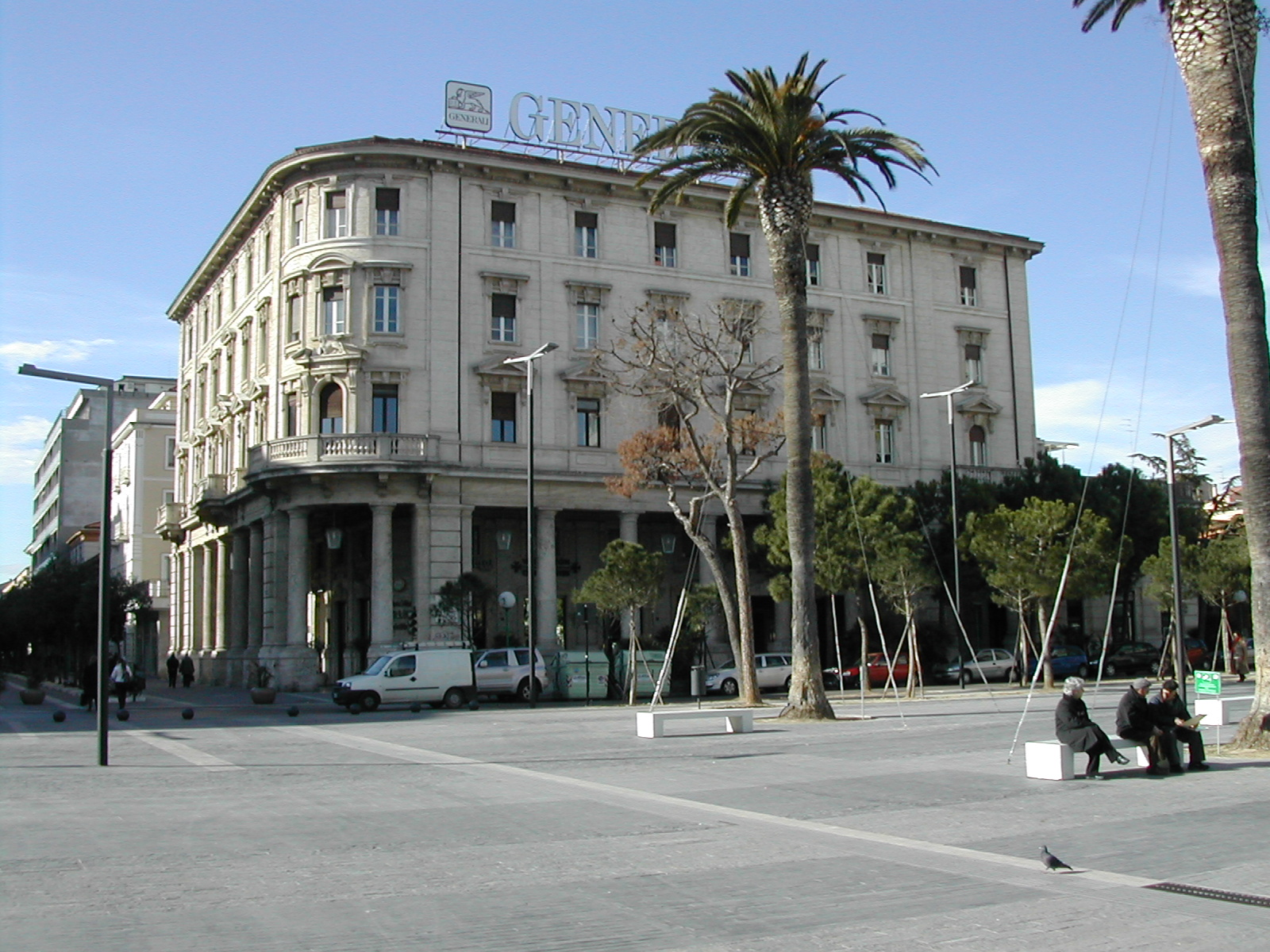
Вид на площадь «Салотто»

2 января 1927 года благодаря выдающемуся росту населения и индустриальному развитию Кастелламаре Адриатико и Пескары, начавшемуся во второй половине XIX столетия и продолжавшемуся и в начале следующего, был подписан декрет об объединении этих двух городов под общим именем Пескара и была образована также одноимённая провинция. Главные роли в этом процессе сыграли давление общественности, политический авторитет Джакомо Ачербо и моральный престиж Габриэле д’Аннунцио.
Во время второй мировой войны Пескара понесла существенные потери, как людские, так и материальные, из-за бомбардировки Союзниками в конце лета 1943 года, которая стоила не менее чем 3000 жизней, а затем в процессе захвата немецкими войсками и потом их отступления с боями через город. В память об этом 8 февраля 2001 года президент Италии Карло Чампи присвоил городу Золотую медаль за гражданские заслуги.
После войны Пескара существенно развилась и стала важным городом и столицей региона Абруццо.

### Символы города
Это город Атерно, ворота в Абруццо и граница королевства.
Геральдический девиз Пескары
HÆC EST CIVITAS ATERNI PORTA APRUTII ET SERA REGNI.

Герб коммуны

В Уставе коммуны описаны герб и флаг Пескары.
Блазон разделён вертикально на две части: на левой на фоне лазурного неба с облаками находится башня, рядом с которой видна церковь, располагающиеся над волнующимся морем, над которыми справа видна комета с волнообразным золотым хвостом; на правой части на фоне такого же неба виден замок, оканчивающийся слева башней, с открытыми окнами и дверями чёрного цвета, вырастающий из моря, покрытого серебряными волнами. Центральная золотая полоска разделяет части блазона, что символизирует объединение коммун Пескары и Кастелламаре Адриатико.
Слова девиза напоминают, что город имеет свои корни в античном римском Атернуме, в Средневековье ставшем Пискарией, а затем Пескарой.
Штандарт города, утверждённый указом Президента Италии № 4158 2 сентября 1988 года, представляет собой шёлковое полотнище белого и голубого цвета, щедро украшенное золотой вышивкой и с гербом города в центре, перекрытым золотой надписью «Citta di Pescara».

### Награды

Лента Золотой медали за гражданские заслуги, которой награждена Пескара

8 февраля 2001 года президент Италии Карло Чампи присвоил городу золотую медаль за гражданские заслуги.
Стратегический центр на линии обороны полуострова, во время Второй мировой войны Пескара подвергалась постоянным опустошительным бомбардировкам авиацией Союзников, а также рейдам и разрушениям заводов, дорог, портов и административных зданий германской армией при отступлении.
Пескара, 31 августа — 20 сентября 1943.

## Экономика
В городе действуют множество небольших химических, машиностроительных и пищевых предприятий.
В городе производят керамические изделия. Имеется рыболовецкий порт.

## Транспорт

### Аэропорт

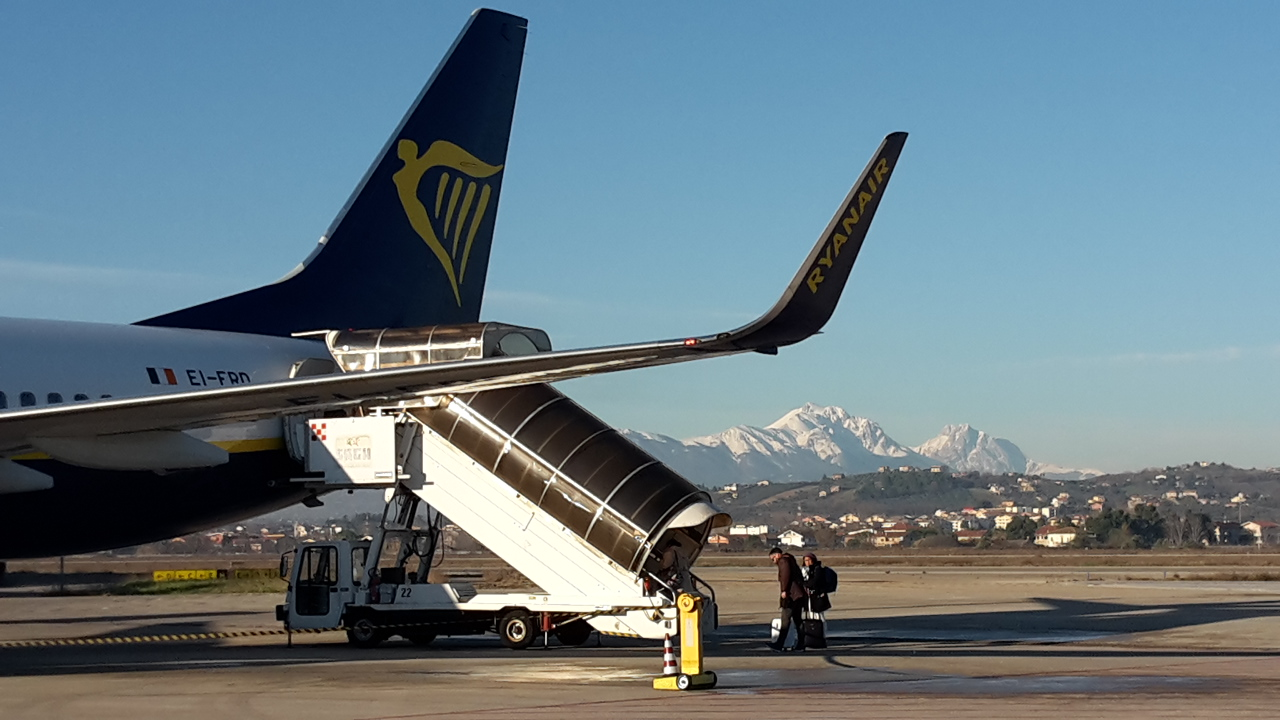
Вид на Гран-Сассо из аэропорта

С 1927 года в городе функционирует Аэропорт Пескары (IATA: PSR, ICAO: LIBP), известный также по его коммерческому названию как Международный аэропорт Абруццо «Паскуале Либери» (итал. Aeroporto internazionale d'Abruzzo Pasquale Liberi). Расположенный частично в коммуне Пескары, а частично в Сан Джованни Театрино (провинция Кьети), аэропорт обслуживает в течение года более 500000 пассажиров на национальных и международных линиях, включая рейсы в Милан-Бергамо, Милан-Линате, Турин, Кальяри и Брешию (почтовые) в Италии, а также в европейские аэропорты Лондон-Станстед, Париж-Бове, Брюссель-Шарлеруа, Франкфурт-Хан, Дюссельдорф-Веце, Бухарест, Барселона-Жирона и Тирана. С 2001 по 2004 годы аэропорт был главной базой регионального итальянского авиаперевозчика Air Italica.
В 2011 году аэропорт был расширен, получив новый зал для пассажиров международных прибывающих рейсов, и существует проект полной реконструкции аэропорта с расширением и удлинением взлётно-посадочной и рулёжной полос и созданием водоочистных сооружений, увеличением числа гейтов до 5 с нынешних трёх, расширением внутренних помещений аэропорт и созданием новой парковки с целью достичь годового пассажиропотока в 600000 человек.
Ведется строительство троллейбусной линии. Открытие запланировано на 2022 год. 

## Культура и спорт

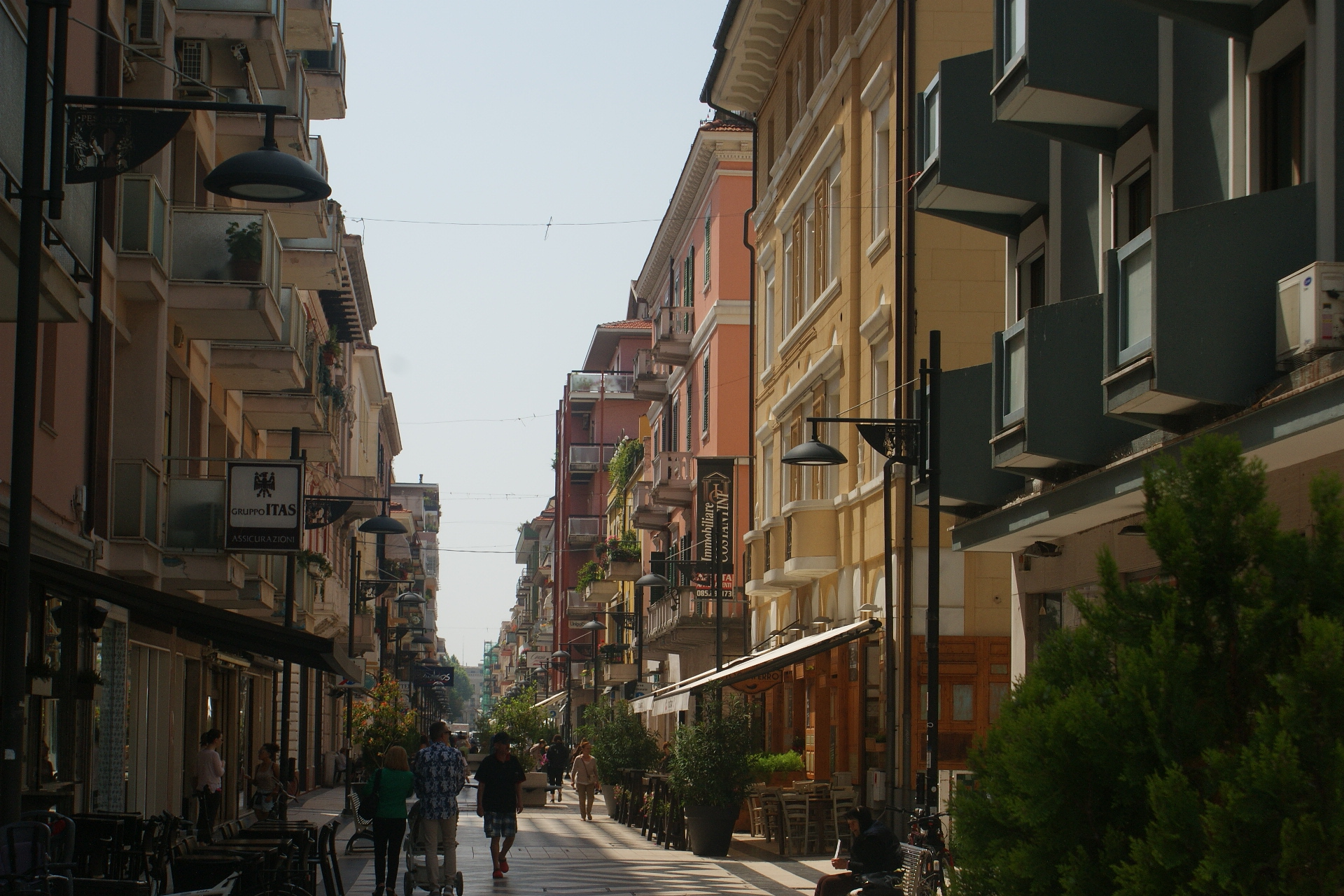
Одна из улиц города

В городе располагаются дирекция Международной сети центров релятивистской астрофизики ICRANet и футбольный клуб Пескара.

## Качество жизни
| Год  | Место по качеству жизни (из 107 городов Италии по версии Sole 24 Ore, данные относятся к провинции) |
| ---- | --------------------------------------------------------------------------------------------------- |
| 2007 | 74 (+ 2)                                                                                            |
| 2008 | 71 (+ 3)                                                                                            |
| 2009 | 66 (+ 5)                                                                                            |
| 2010 | 79 (-13)                                                                                            |
| 2011 | 73 (+ 6)                                                                                            |
| 2012 | 72 (+ 1)                                                                                            |
| 2013 | 82 (- 10)                                                                                           |

## Архитектура
Пескара — город с преобладанием современной составляющей, сохранились лишь некоторые следы более старого города, что связано с сильными бомбардировками во время Второй мировой войны, а также постоянными перестройками города до этого. Тем не менее, некоторое количество старинных зданий в городе сохранилось, наряду с современными сооружениями.

### Религиозная архитектура
Кафедральный собор Сан Четтео — Cattedrale di San Cetteo

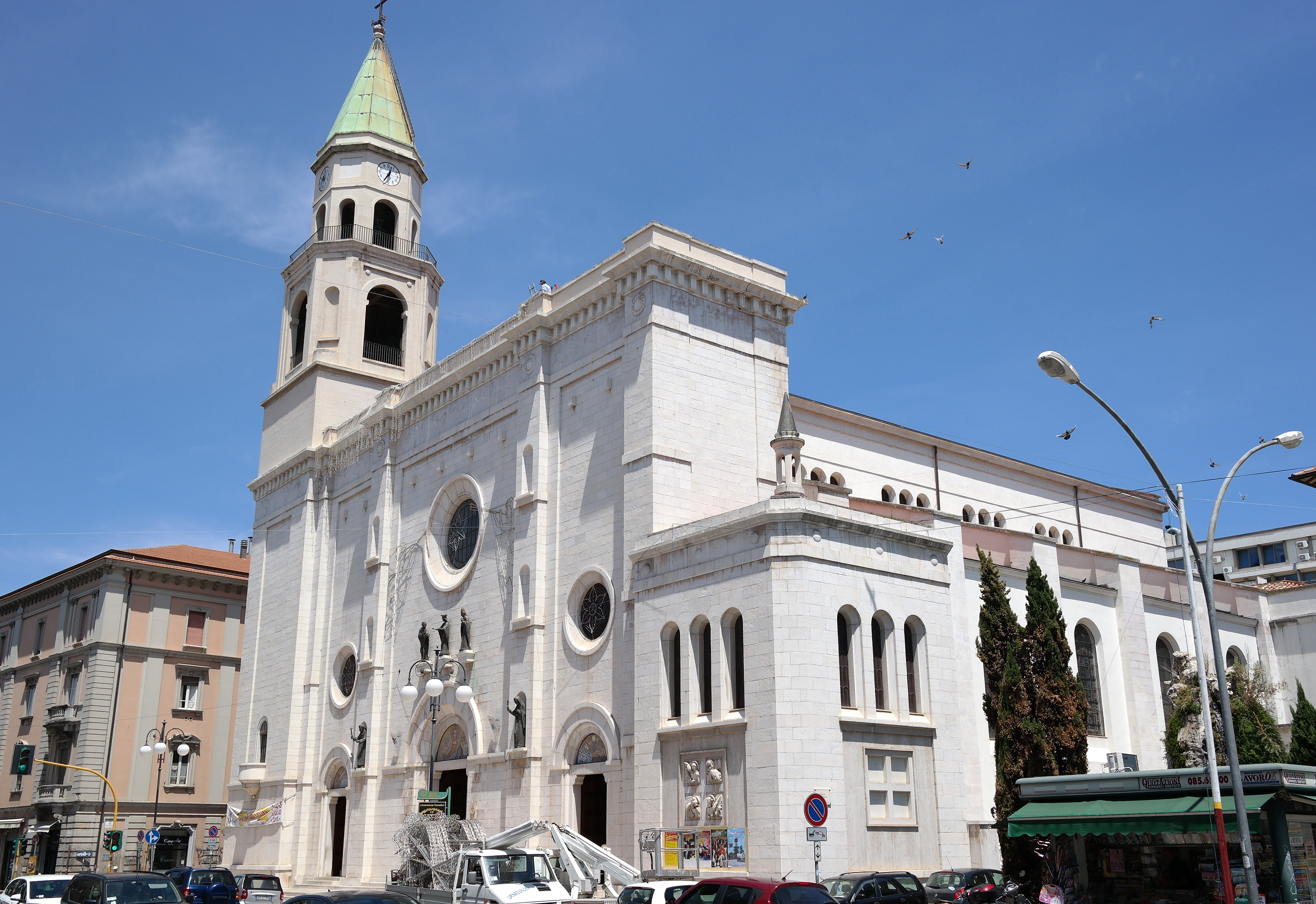
Кафедральный собор Сан Четтео

Возведён между 1933 и 1938 годами на останках античной церкви Святого Иерусалима, принадлежащей римскому периоду (её остатки, накрытые стеклянным колпаком, расположены перед входом в собор). Строительство новой церкви было поддержано Габриэле д’Аннунцио, который финансировал строительство и уговорил Чезаре Баццани разработать проект церкви. В церкви располагается могила матери поэта, Луизы д’Аннунцио, и выставлено на всеобщее обозрение полотно Гверчино Святой Франциск, подаренное церкви д’Аннунцио.

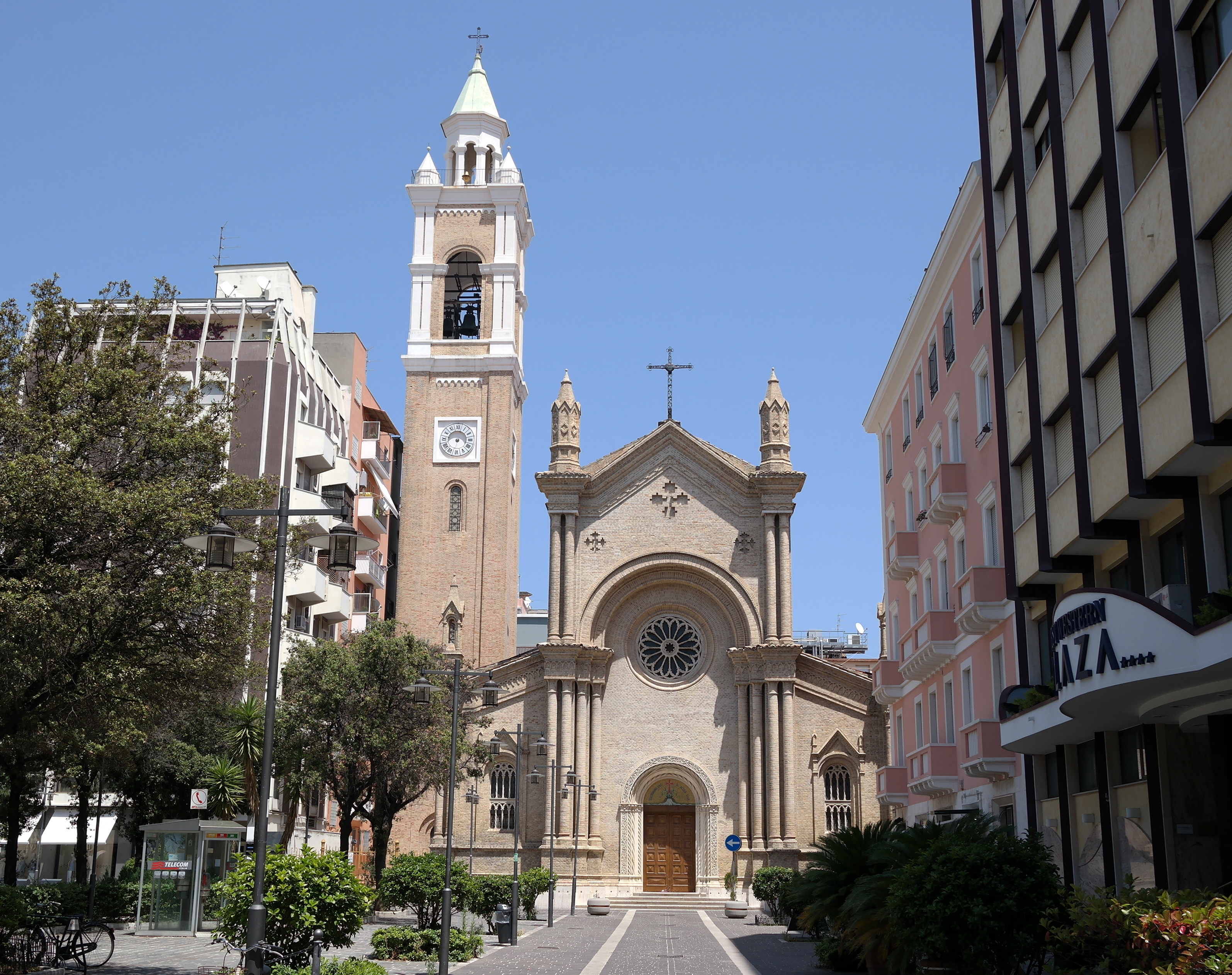
Церковь Святого Сердца

Церковь Святого Сердца — Chiesa del Sacro Cuore
В самом центре города располагается Церковь Святого Сердца, возведённая в конце XIX века в стиле неоготики[уточнить].
Базилика Мадонны семи скорбей — Basilica della Madonna dei sette dolori
Начата в XVII веке в стиле барокко и закончена в XVIII веке в неоклассическом стиле. Рядом с церковью располагаются два фонтана, один из которых точно восходит к 18 веку, возможно, как и второй, а также монастырь XIX век.
Мадонна Огня — Madonna Del Fuoco

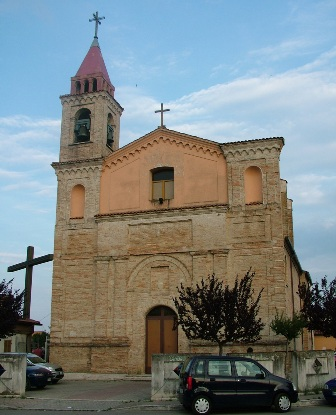
Святилище Мадонны Огня

В святилище XIX века, расположенном в районе Виллы Огня (итал. Villa del Fuoco), располагается статуя Мадонны, держащей младенца Иисуса, восходящей к XVII веку. Рядом со старой церковью в XX веке была построена ещё одна.

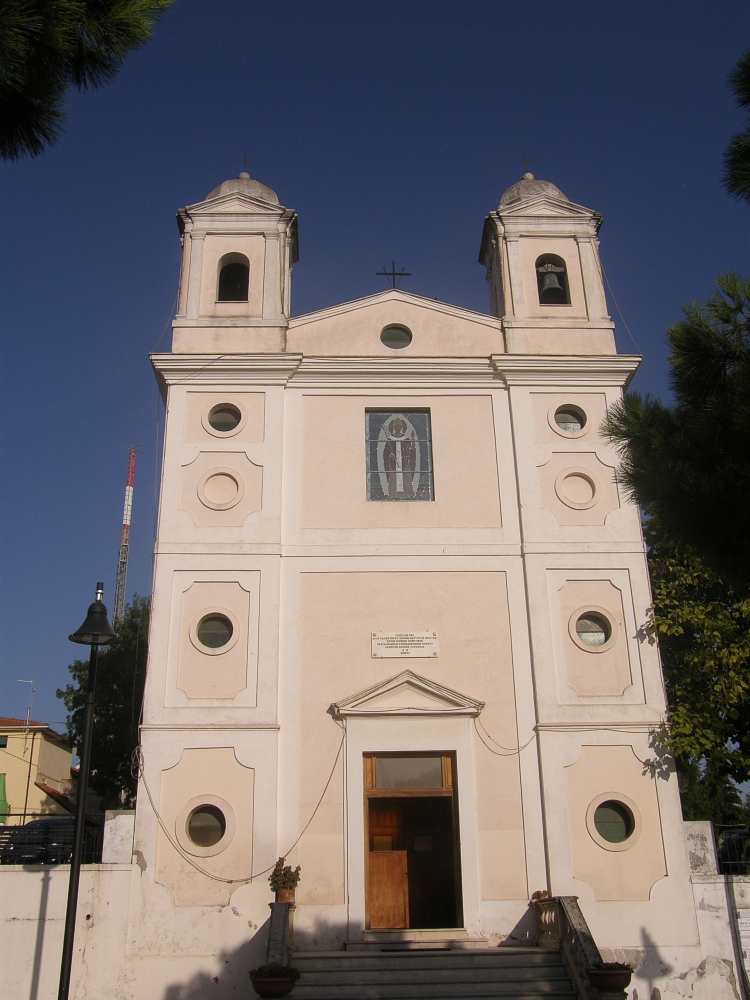
Церковь Святого Сильвестра

Церковь Святого Сильвестра — Chiesa di San Silvestro
Располагающаяся в районе Сан Сильвестро основная церковь, изначально посвящённая Святому Иоанну-Крестителю и папе Святому Сильвестру, ранее была центром старой Виллы феодалов (итал. Villa Feudale), священного места, установленного ещё при реформе Тридентского собора; оно было прибежищем для беженцев во время блокирования Пескары в XIX веке, а также после первой разрушительной бомбардировки 31 августа 1943 года. Этот приход был основан около 1500 года (церковь была основана на фундаменте женского монастыря XVI века), управлялся экономом (итал. Economo) задолго до рождения коммуны и был организационным центром собирания церковной десятины. Внутри церкви располагается алтарь с фресками XVII века.

### Военная архитектура
Бурбонская ванная — Bagno borbonico
Древняя тюрьма Королевства Обеих Сицилий, в которой сохранились остатки норманнской и византийской городской стены. Возведённая частично в 1510 в правление Карла V, и достраивавшаяся герцогом д’Альба, сейчас часть остатков сооружения занимают казармы пехоты, построенные при Бурбонах в 17 веке. Дополнительно, внутри размещается Музей народов Абруццо.

### Гражданская архитектура
Аурум — Aurum

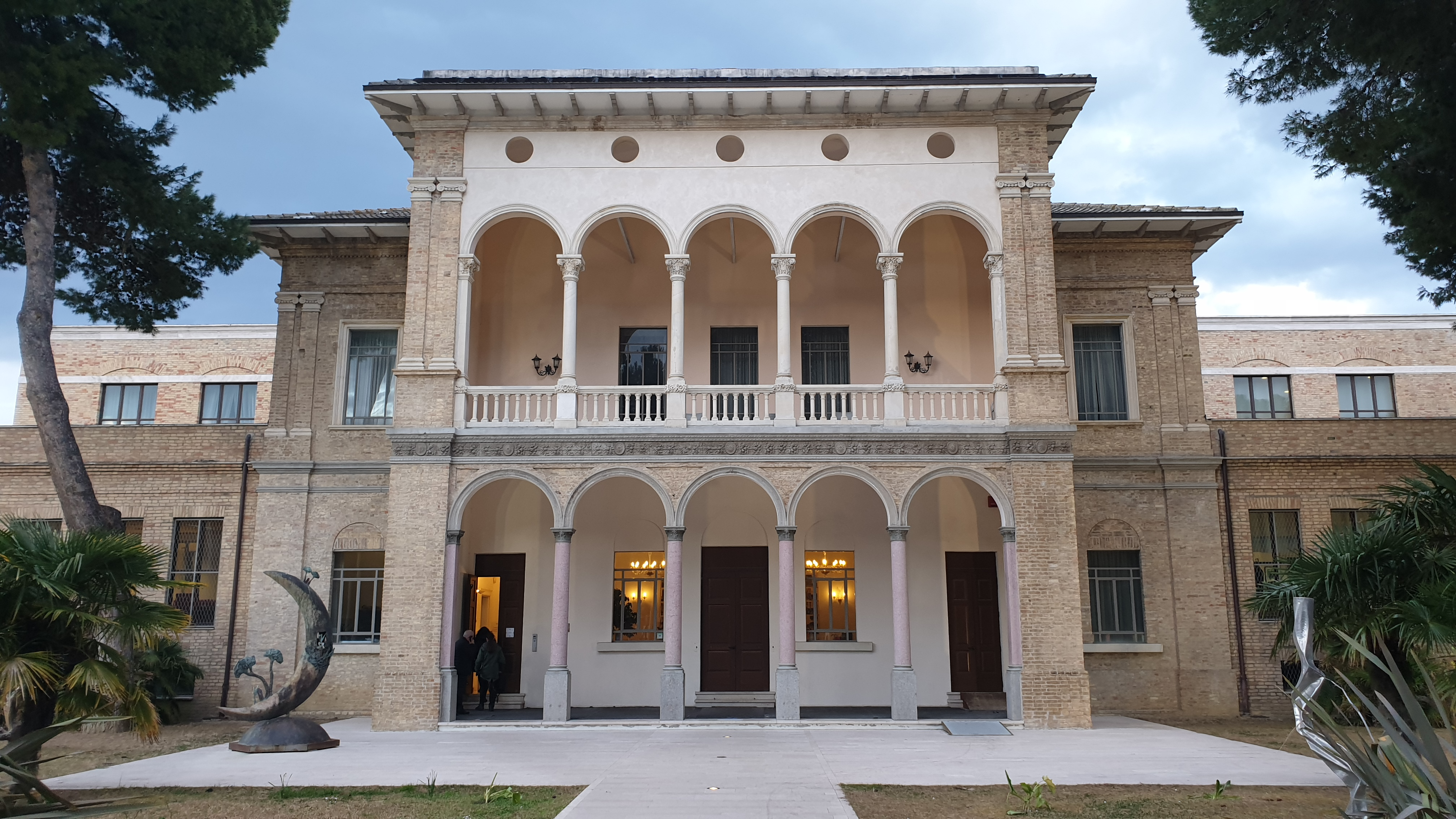
Аурум — фасад с колоннами и Курсаал (Kursaal).

Бывшая фабрика по производству ликёров Аурум, отреставрированная и открытая заново как совокупность музеев в 2007 году, исходно спроектированная Антонио Либери как символ процветающей прибрежной экономики Пескары, а затем перестроенная в форме подковы по проекту Джованни Микелуччи. В этой зоне в южной части города вблизи от пихтового леса Д’Аннунцио размещаются различные здания и виллы в стиле либерти (итальянский вариант модерна). Болотистая местность была осушена и проект Антонио Либери (Пихтовый проект, итал. Progetto Pineta) был утверждён 14 сентября 1912 года.
Управленческий центр Де Чекко — Polo direzionale De Cecco
Спроектированный Массимилиано Фуксасом Центр представляет собой одно из самых примечательных зданий Пескары в стиле либерти и в настоящее время служит штаб-квартирой Fater Spa.
Здания в стиле либерти

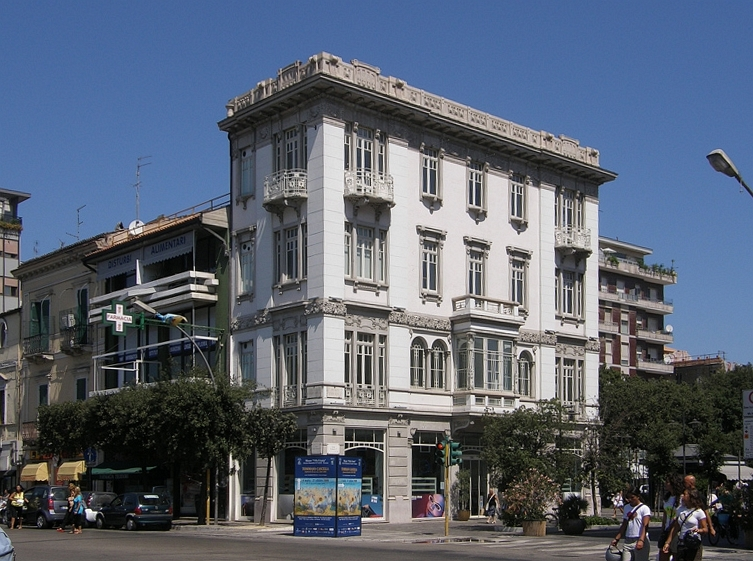
Палаццетто Императо (Palazzetto Imperato)

В городе множество строений в стиле модерн: Палаццо Муции (итал. Palazzo Muzii), Палаццо Микетти (итал. Palazzo Michetti), Театр Винчетино Микетти (итал. Teatro Vicentino Michetti), Вилла Анны I (итал. Villa Anna I), Вилла Анны II (итал. Villa Anna II), Вилла Чиполлоне (итал. Villa Cipollone), Вилла Клерико (итал. Villa Clerico), Вилла Коэн (итал. Villa Coen), Вилла Костанцо (итал. Villa Costanzo), Вилла д’Эрамо ((итал. Villa d'Eramo)), Villa de Lucretiis, Villa Geniola, Villa La Morgia, Villino La Porta, Villa Silvestri, Villa Simeone, Villa Spatocco, Villa sull’arenile, Domus Flores, Villa Argentieri, Palazzo Verrocchio (Hotel Esplanade), Palazzo Mussacchi, Palazzo Imperato, Villa Antonietta, Villa De Landerset, Villa Rosa, Villino Bianco, Villino Forcella, Villino Massignani, Villino Scaccioni, Villino Verrocchio, Palazzo Mezzopreti-Gomez, отреставрированное и превращённое в здание Консерватории Луизы Д’Аннунцио в июне 2006 года), а также многочисленные здания в Ауруме.
Палаццо Фаттибони — Palazzo Fattiboni
Самое старое здание Сан Сильвестро, не считая церкви, оно было возведено в 1600 году на месте небольшого форта по желанию семьи Челаджа (тигринья Celaja) как их загородный дом.
Башня Д’Аннунцио — Torre D’Annunzio
Построенная в конце 18 века по дороге Райале (итал. via Raiale), она долгое время была фермой и разрушилась в 1975 году, к настоящему времени от башни осталась одна комната с крестовым сводом.

## Города-побратимы
- Аркашон, Франция
- Майами-Бич, США
- Лима, Перу
- Сплит, Хорватия
- Казале-Монферрато, Италия